# Граф Ґранвілл
Граф Ґранвілл — це титул, який було створено двічі, один раз у Перстві Великої Британії та один раз у Перстві Сполученого Королівства. Нині його тримають члени родини Левесон-Ґовер.

## Перше створення
Перше створення з’явилося в Перстві Великої Британії в 1715 році, коли Ґрейс Картерет, леді Картерет, стала графинею Ґранвілл і віконтесою Картерет. Вона була донькою Джона Ґранвілла, 1-го графа Бата, і вдови Джорджа Картерета, 1-го барона Картерета. Родина Картерет походить від відомого державного діяча-рояліста Джорджа Картерета, який отримав титул баронета з Мелешеса, Джерсі, у 1645 році. Пізніше передбачалося, що він повинен бути піднесений до перства, але він помер, перш ніж титул міг бути наданий. Оскільки його старший син, Філіп, помер раніше за нього, титул перства зрештою отримав його тезка-онук, Джордж, який у 1681 році став бароном Картеретом із Гонеса в графстві Бедфорд, з правом передачі його братам.
Успадкував титул лорда Картерета та леді Ґранвілл їхній син, другий граф. Він був видатним державним діячем, переважно відомим під титулом лорд Картерет. Титули вимерли в 1776 році після смерті його сина, третього графа, який залишився без спадкоємців. Маєтки Картерет були передані двоюрідному брату покійного графа, Генрі Фредеріку Тінну, другому синові Томаса Тінна, 2-го віконта Веймута, та його дружини леді Луїзи Картерет, дочки другого графа Ґранвілла. Він прийняв прізвище Картерет і був титулований як барон Картерет у 1784 році.

## Друге створення

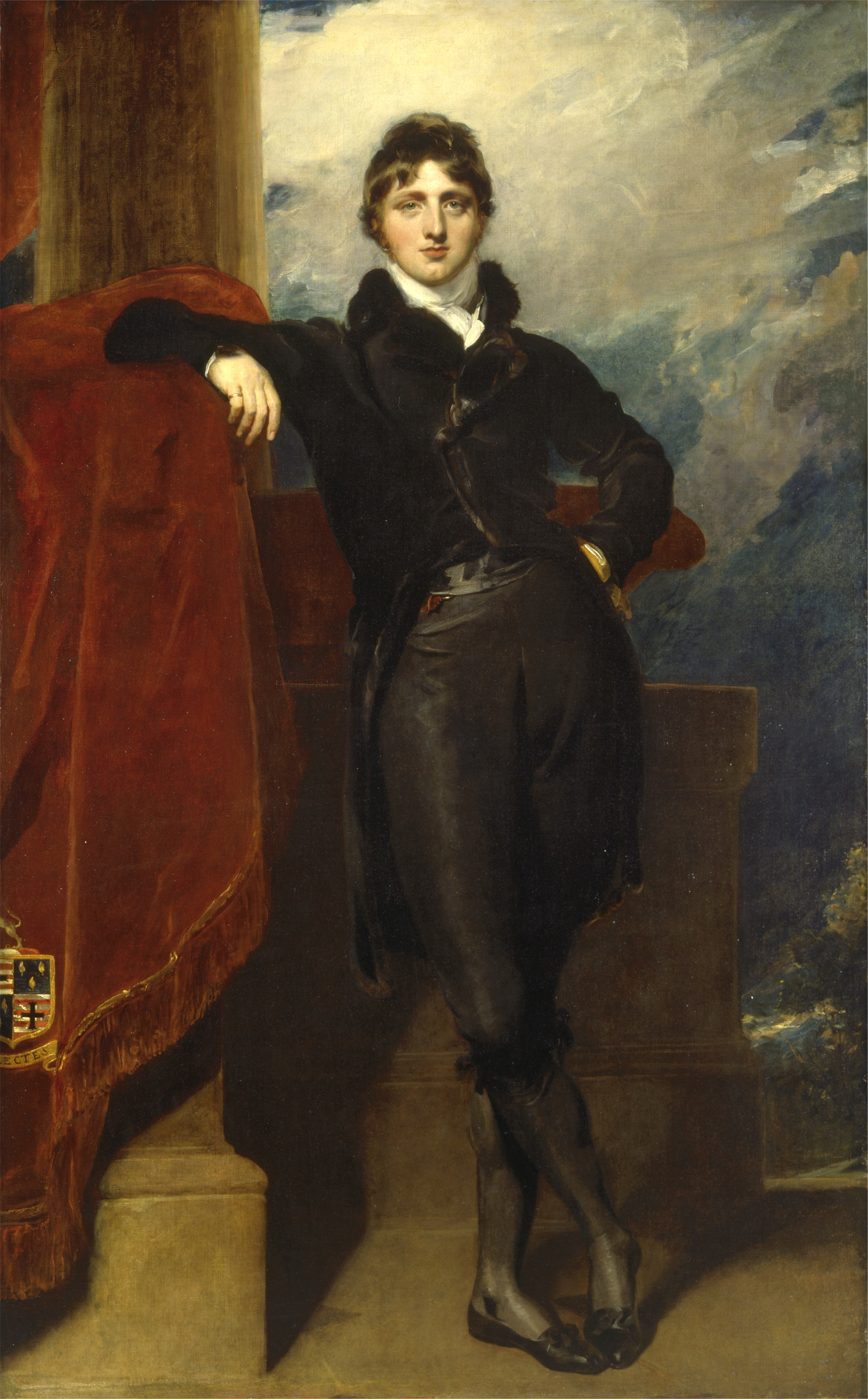
Ґранвілл Левесон-Ґовер, 1-й граф Ґранвілл, художник Томас Лоуренс

Друге створення відбулося в Перстві Сполученого Королівства в 1833 році, коли відомий дипломат Ґранвілл Левесон-Ґовер, 1-й віконт Ґранвілл, став графом Ґранвіллом і бароном Левесоном зі Стоун-Парку в графстві Стаффорд. У 1815 році він уже отримав титул віконта Ґранвілла зі Стоун-Парку в графстві Стаффорд. Левесон-Ґовер був сином Ґранвілла Левесон-Ґовера, 1-го маркіза Стаффорда, від його третьої дружини Сюзанни. Він був молодшим зведеним братом Джорджа Ґранвілла Левесон-Ґовера, 1-го герцога Сатерленда, і дядьком Френсіса Еґертона, 1-го графа Елсміра. Він також був праправнучатим племінником вищезгаданої Ґрейс Картерет, 1-ї графині Ґранвілл. Отже, створення графства Ґранвілл у 1833 році було відродженням титулу, створеного в 1715 році.
Лорда Ґранвілла змінив його син, другий граф. Він був відомим ліберальним політиком і тричі обіймав посаду міністра закордонних справ. Його син, третій граф, також був дипломатом і, зокрема, служив послом у Бельгії з 1928 по 1933 рік. Його спадкоємцем став його молодший брат, четвертий граф. Він був віце-адміралом Королівського флоту, а також обіймав посаду губернатора Північної Ірландії з 1945 до 1952 року. Лорд Ґранвілл одружився з леді Роуз Констанс Бовз-Лайон, другою донькою Клода Бовз-Лайона, 14-го графа Стратмора і Кінґгорна, що залишилася в живих, і старшою сестрою леді Єлизавети Бовз-Лайон, дружини короля Ґеорґа VI .
Станом на  2017, володарем титулів є його онук, шостий граф, котрий змінив свого батька у 1996. 
Достойний Фредерік Левесон-Ґовер, молодший син першого графа, був членом парламенту від Дербі, Сток-апон-Трент і Бодміна. Його син Джордж Левесон-Ґовер також був членом парламенту.
Сімейний осередок — Каллерніш-Гауз, поблизу Лохмадді, Північний Віст .

## Баронети Картерет з Мелеше (1645)
- Сер Джордж Картерет, 1-й баронет (бл. 1610–1680)
  - Сер Філіп Картерет (помер 1672)
- Сер Джордж Картерет, 2-й баронет (1669–1695) (створено як барон Картерет у 1681 р.)

## Барони Картерет (1681)
- Джордж Картерет, 1-й барон Картерет (1669–1695)
- Джон Картерет, 2-й барон Картерет (1690–1763) (замінив посаду графа Ґранвілла в 1744 р.)

## Графи Ґранвілл, перше створення (1715)
- Ґрейс Картерет, 1-ша графиня Ґранвілл (1654–1744)
- Джон Картерет, 2-й граф Ґранвілл (1690–1763)
- Роберт Картерет, 3-й граф Ґранвілл (1721–1776)

## Графи Ґранвілл, друге створення (1833)
- Ґранвілл Левесон-Ґовер, 1-й граф Ґранвілл (1773–1846)
- Ґранвілл Джордж Левесон-Ґовер, 2-й граф Ґранвілл (1815–1891)
- Ґранвілл Джордж Левесон-Ґовер, 3-й граф Ґранвілл (1872–1939)
- Вільям Спенсер Левесон-Ґовер, 4-й граф Ґранвілл (1880–1953)
- Ґранвілл Джеймс Левесон-Гауер, 5-й граф Ґранвілл (1918–1996)
- (Ґранвілл Джордж) Ферґюс Левесон-Ґовер, 6-й граф Ґранвілл (нар. 1959)

Спадкоємцем є син нинішнього власника, Ґранвілл Джордж Джеймс Левесон-Ґовер, лорд Левесон (нар. 1999).

## Зовнішні посилання
- Cracroft's Peerage page